# Árbol ished
El árbol ished es un árbol sagrado de la mitología egipcia.
Se le ha identificado mayoritariamente con alguna variedad del género persea, con  frutos comestibles, aunque otros autores lo asocian con mimusops o con la Balanites aegyptiaca (datilero del desierto) que produce frutos dulces. Tanto la persea como el sicomoro (higuera silvestre), otro árbol sagrado se plantaban ornamentalmente cerca de determinados templos proporcionándoles sombra.
| i | N37 · D46 | M1 |

| i | N37 · D46 | M1 |

Se encuentra referenciado ya en el Libro de los Muertos y en la fórmula 335 de los Textos de los sarcófagos donde según los cuales, crecían en el mundo de los dioses. El árbol estaba guardado por el gran gato de Heliópolis que armado de cuchillo protegía de Apofis. En el templo de Dendera existe una representación con dos árboles isheds en la cima de dos montañas que flanquean el sol naciente.
Se asocia al nacimiento del dios Ra vinculado a la ciudad de Heliópolis, donde estaba plantado en su recinto, como árbol del dios sol, aunque también estaba relacionado con Osiris y su renovación cíclica.
Existen numerosas representaciones en los templos desde la dinastía XVIII, donde aparece una ceremonia religiosa por la que el dios Thot escribía en las hojas del sagrado árbol ished, frecuentemente, en presencia de Seshat, el nombre del trono de los faraones como un elemento de reforzamiento y validación legal.